# 鎌田道章
鎌田 道章（かまた みちあき/みちあきら、1890年（明治23年）1月15日 - 1947年（昭和22年）10月18日）は、日本の海軍軍人。最終階級は海軍中将。長男は会計検査院長を務めた鎌田英夫。孫は音楽プロデューサーの鎌田俊哉。

## 経歴
愛媛県出身。1911年（明治44年）7月、海軍兵学校39期を卒業。席次は148名中95位だった。1912年（大正元年）12月、海軍少尉に任官。海軍大学校（専科学生）、海軍砲術学校高等科で学んだ。第一次世界大戦では第二特務艦隊に属し、地中海で連合国艦船の護衛任務にあたる。
1920年（大正9年）12月、戦艦「陸奥」分隊長兼艤装員となり、軍令部出仕、スループ「大和」分隊長、戦艦「伊勢」副砲長などを歴任。1924年（大正13年）12月、海軍少佐に昇進。1925年（大正14年）5月、軽巡洋艦「木曾」砲術長に就任し、軽巡「阿武隈」砲術長、軍令部副官を経て、1929年（昭和4年）11月、砲艦「保津」艦長となる。1930年（昭和5年）12月、海軍中佐に進級し海兵副官に転じた。
1932年（昭和7年）12月、呉鎮守府副官に就任、戦艦「比叡」副長に異動。1935年（昭和10年）11月、海軍大佐に進級し、同月、軽巡「天龍」艦長となる。以後、給油艦「隠戸」特務艦長、装甲巡洋艦「出雲」重巡洋艦「加古」の各艦長、呉鎮守府付、重巡「足柄」艦長、兼軽巡「夕張」艦長を歴任。装甲巡洋艦「出雲」艦長在任時には中華民国空軍による爆撃を受けている。1941年（昭和16年）1月、海南島根拠地隊司令部付兼海南島特務部長となり、改組後に海南警備府付兼海南海軍特務部次長に就任。同年7月、横須賀防備戦隊司令官に転じ、同年10月、海軍少将に進級、太平洋戦争を迎えた。

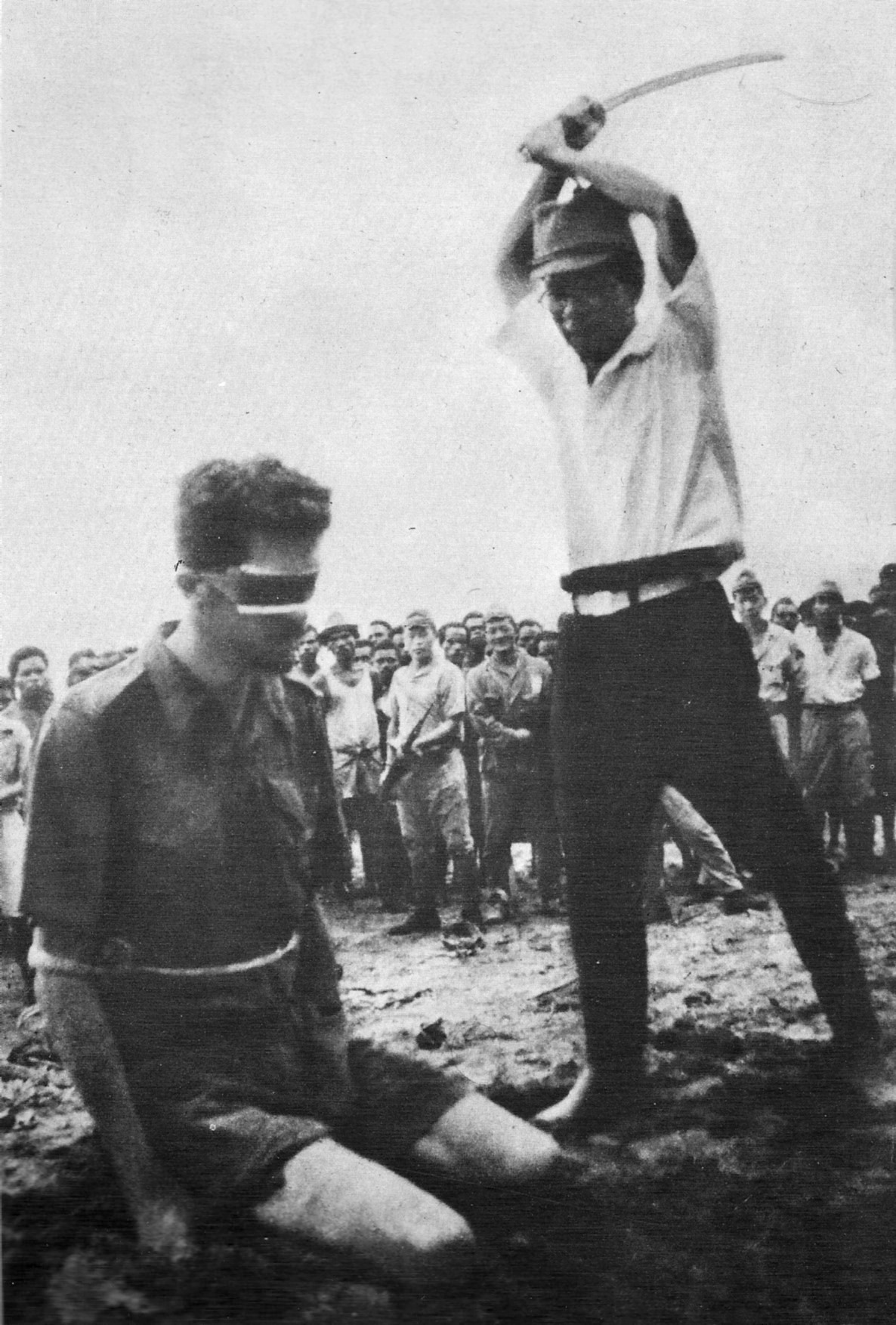
アイタペにおけるシフリート軍曹の処刑写真、1943年。

1942年（昭和17年）9月、軍令部出仕となり、以後、第八艦隊司令部付、第8建設部長、第2特別根拠地隊司令官などを歴任。インドネシアアイタペに着任中の1943年（昭和18年）10月24日、オーストラリア軍M特殊部隊のレナード・シフリート軍曹ら3人を斬首に処し、この時のシフリートの処刑を写した写真が日本軍の残虐性を示すものとして連合軍により広く宣伝されることとなった。1944年（昭和19年）1月、大竹海兵団長に就任し、第二南遣艦隊司令部付を経て、同年8月、第22特別根拠地隊司令官に転じ、インドネシアバリクパパンの防備を担った。1945年（昭和20年）5月、海軍中将に進んだ。ボルネオの戦いでは、陸軍部隊を含む在バリクパパンの日本軍部隊の指揮を執り、防戦に努めつつ終戦を迎えた。
1945年（昭和20年）9月、オーストラリア軍第7師団対し、バリクパパン沖にてフリゲート艦「バーデキン」艦上で降伏文書に調印した。その後、BC級戦犯に指名され、第2特別根拠地隊司令官在任時のシフリート軍曹らの処刑と第22特別根拠地隊司令官在任時の西ボルネオ先住民1500人の殺害と2000人のオランダ人虐待の容疑でオランダ軍軍事裁判で有罪となり死刑判決を受け、1947年（昭和22年）10月、インドネシアのポンティアナックで絞首刑に処された。